# Shrek 2
Shrek 2 este un film de animație CGI, continuarea filmului Shrek. Premiera românească a filmului a avut loc în 20 august 2004 în varianta subtitrată, fiind distribuit de Ro Image 2000 . Shrek 2 a avut premiera în cadrul Festivalului Internațional de Film de la Cannes din 2004, concurând pentru distincția Palme d'Or. Animația s-a dovedit a fi un succes internațional, încasând 919.8 milioane de dolari și devenind cel mai de succes film al anului 2004.

## Sinopsis
Tinerii însurăței Shrek și Fiona se întorc din luna de miere pentru a afla că au fost invitați de părinții Fionei la un bal regal pentru a sărbători căsătoria lor. Shrek refuză să meargă la început, dar Fiona îl vorbește și, împreună cu Măgărușul, călătoresc în regatul Far Far Away. Se întâlnesc cu părinții Fionei, regele Harold și regina Lillian, care sunt șocați să vadă că fiica și ginerele lor sunt ogre, Harold fiind respins în mod special. La cină, Shrek și Harold intră într-o ceartă aprinsă și Fiona, dezgustată de comportamentul lor, se închide în camera ei. Shrek își face griji că o pierde pe Fiona, mai ales după ce și-a găsit jurnalul din copilărie și a citit că a fost odată îndrăgostită de Făt Frumos.
Harold este mustrat de Zâna Ursitoare și de fiul ei Făt Frumos, deoarece Făt Frumos urma să se căsătorească cu Fiona în schimbul propriului final fericit al lui Harold. Ea îi poruncește să găsească o modalitate de a scăpa de Shrek. Harold aranjează ca Shrek și Măgărușul să i se alăture într-o excursie de vânătoare fictivă, care este de fapt o capcană pentru a-i atrage în mâinile unui asasin, Puss in Boots . Incapabil să-l învingă pe Shrek, Puss dezvăluie că a fost plătit de Harold și se oferă să vină și să se repare. Cei trei se strecoară în fabrica de poțiuni a Zânei Ursitoare și fură o poțiune „Happily Ever After” despre care Shrek crede că îl va face suficient de bun pentru Fiona.
Shrek și Măgărușul beau ambele potiune și cad într-un somn profund, trezindu-se a doua zi dimineața pentru a-i descoperi efectele: Shrek este acum un bărbat frumos, în timp ce Măgărușul s-a transformat într-un armăsar alb elegant. Pentru a face schimbarea permanentă, Shrek trebuie să o sărute pe Fiona până la miezul nopții. Shrek, Donkey și Puss se întorc la castel pentru a descoperi că poțiunea a transformat-o și pe Fiona în fostul ei om uman. Cu toate acestea, Zâna Ursitoare, după ce a descoperit furtul poțiunii, l-a trimis deja pe Făt Frumos să se pozeze ca Shrek și să câștige dragostea Fionei. La îndemnul Zânei Ursitoare, Shrek părăsește castelul, crezând că cel mai bun mod de a o face fericită pe Fiona este să o lase să plece.
Pentru a se asigura că Fiona se îndrăgostește de Făt Frumos, Zâna Ursitoare îi dă lui Harold o poțiune de dragoste pe care să o pună în ceaiul Fiona. Acest schimb este auzit de Shrek, Măgărușul și Puss, care sunt arestați de gardienii regali. În timp ce începe balul regal, mai mulți dintre prietenii lui Shrek se unesc pentru a elibera trio-ul și au asaltat castelul cu ajutorul omului de turtă dulce de dimensiuni monstru al Omului de Muffin . Shrek este prea târziu pentru a-l împiedica pe Făt Frumos să o sărute pe Fiona, dar în loc să se îndrăgostească de Făt Frumos, Fiona îl elimină. Harold dezvăluie că nu i-a oferit Fiona poțiunea de dragoste, după care acum zâmbita Zână Ursitoare încearcă să-l omoare pe Shrek. Harold îl salvează pe Shrek, iar armura lui reflectă vraja Zânei Ursitoare la ea, dezintegrând-o; cu toate acestea, el este transformat înapoi în prințul broaștei, adevărata lui formă. Harold își cere scuze pentru comportamentul său anterior, recunoscând că a folosit poțiunea Happily Ever After cu ani mai devreme pentru a câștiga dragostea lui Lillian și îi dă binecuvântarea căsătoriei lui Shrek și Fiona. Lillian îl asigură pe Harold că încă îl iubește.
Pe măsură ce ceasul trece la miezul nopții, Fiona respinge oferta lui Shrek de a rămâne oameni și ei lasă fericiți efectele poțiunii să se desprindă și să revină la formele lor de ogru, în timp ce Măgărușul revine și la forma sa naturală. În scena creditelor medii, Dragon, care se căsătorise anterior cu Măgărușul, dezvăluie că acum au câțiva bebeluși hibrizi dragon-măgar, spre surprinderea sa.

## Legături externe
- Site web oficial
- Shrek 2 la Internet Movie Database
- Shrek 2 la Box Office Mojo
- Shrek 2 la Rotten Tomatoes
- Shrek 2 la Metacritic